# Xà (họ)
Xà, Xa 佘 là một họ của người Trung Quốc (chữ Hán: 佘, Bính âm: She (Quan thoại), Sheh (Phồn thể), Sia (Phúc Kiến, Triều Châu) Seah (Tiếng Singapore). Theo Wikitionary 佘 Họ tiếng Nhật Kanji đọc là: しゃ (sha), じゃ (ja). Người Triều Tiên (tiếng Hanja đọc là 佘 ‎(sa) (hangeul 사)
Người Việt, theo Tự điển Hán Việt, Thiều Chửu trang 45 ghi 佘: họ Xà, tự điển HÁN -VIỆT Trần Văn Chánh, ghi 佘: XÀ (HỌ), Tự điển Hán Việt Đào Duy Anh trang 1060 ghi 佘: XA (Họ). Sách Bách gia tính nhà xuất bản Thuận Hóa, Huế 1991 trang 44 ghi 佘 họ Xa. Ở Trung Quốc, người Hồ Bắc, Hồ Nam phát âm họ Xạ, người Hoa đông phát âm họ Xa.
Trong Hoa ngữ do nghèo âm nên có rất nhiều từ đồng âm dị nghĩa và từ cổ chí kim có cả trên 5000 từ chỉ họ người, nên chỉ phân biệt từ ngữ từ chữ viết hoặc chiết tự. Ví dụ cùng phát âm She nhưng có ít nhất 6 chữ khác nhau cùng phát âm là She: 1/ 佘 She: Xà, Xa (Họ), 2/ 折 She: Họ Thiệt, 3/ 阇 She đà: kiến trúc, 4/ 蛇 She xà:con rắn, 5/ 赊 She:chịu nợ, 6/舍 She:xả bỏ...
Trong danh sách Bách gia tính họ Xà, Xa đứng thứ 546, về mức độ phổ biến, theo thống kê năm 1990 họ này đứng thứ 26 ở Trung Quốc nhưng theo thống kê năm 2006 thì họ này không còn nằm trong 100 họ phổ biến nhất của người Trung Quốc. Sách Bách Gia Tính nhà xuất bản Thuận Hóa, Huế 1991 ghi 佘 họ Xa xếp thứ 181 ở Trung Quốc. Hiện nay họ Xà, Xa đứng ở vị trí khoản 500 đến 600 trong bách gia tính họ người Trung Quốc.
Theo truyền thuyết và lịch sử, tài liệu của trang web thì họ 佘 Xà, Xa phát nguyên từ họ Dư (余), do ông Dư Phong (余諷). Vào thời nhà Tấn (sau thời Tam Quốc) ông Dư Phong ở Nam Xương, Giang Tây đậu Tiến sĩ được vua Đông Tấn Minh Đế ban họ Xa, phong tướng công trấn thủ Nhạn môn quan, nhà vua chuẩn y đổi họ Dư thành họ Xa, từ đó Dư Phong là Xa Phong. Do lập nhiều công trạng trấn thủ Nhạn Môn Quan tỉnh Sơn Tây phía bắc Trung nguyên, nên được vua ban chức Đô úy tướng công và ban đất Xa ở Sơn Tây lập Xa ấp và sau này ông có công chống lụt sông Trường giang nên được ban thưởng đất Xa ở vùng Hồ Bắc (Xa gia loan, nay là ngoại ô tp Vũ Hán) và Hồ Nam (Xa điền kiều, Xa bá hồ, nay là huyện Thường Đức tỉnh Hồ Nam).

## Người Trung Quốc họ Xà nổi tiếng
- Xà Thi Mạn (佘詩曼), diễn viên, ca sĩ Hồng Kông.